# John Matthews
Thomas John „Johnnie” Matthews (ur. 16 sierpnia 1884 w Kensington, zm. 20 października 1969 w Ashford) – brytyjski kolarz torowy, złoty medalista olimpiady.

## Kariera
Największy sukces w karierze John Matthews osiągnął w 1906 roku, kiedy wspólnie z Arthurem Rushenem zdobył złoty medal w wyścigu tandemów podczas letniej olimpiady w Atenach. Na tej samej imprezie wystartował w jeszcze czterech konkurencjach kolarskich, najlepszy wynik uzyskując w jeździe na 1000 m na czas, którą ukończył na ósmej pozycji. Na rozgrywanych dwa lata później igrzyskach olimpijskich w Londynie wystartował w sprincie oraz wyścigu tandemów (razem z Leonem Meredithem), ale w obu konkurencjach odpadał we wczesnej fazie rywalizacji. W 1908 roku wystartował również na torowych mistrzostwach świata w Lipsku, gdzie razem z G. F. Summersem zdobył złoty medal w tandemach, nie była to jednak konkurencja oficjalna. Pierwotnie jego partnerem w Lipsku miał być Meredith, ale ten w ostatniej chwili się wycofał, by skoncentrować się na wyścigu ze startu zatrzymanego amatorów. 